# Psathyrostachys fragilis
Psathyrostachys fragilis är en gräsart som först beskrevs av Pierre Edmond Boissier, och fick sitt nu gällande namn av Sergej Arsenjevitj Nevskij. Psathyrostachys fragilis ingår i släktet Psathyrostachys och familjen gräs. Inga underarter finns listade i Catalogue of Life.